# Weissach
Weissach é um município da Alemanha, no distrito de Böblingen, na região administrativa de Estugarda , estado de Baden-Württemberg.

## Desenvolvimento populacional
Fonte:
| Ano                    | População |
| ---------------------- | --------- |
| 1 de dezembro de 1871  | 2 104     |
| 1 de dezembro de 1880  | 2 121     |
| 1 de dezembro de 1890  | 2 078     |
| 1 de dezembro de 1900  | 1 900     |
| 1 de dezembro de 1910  | 2 031     |
| 16 de junho de 1925    | 2 061     |
| 16 de junho de 1933    | 2 105     |
| 17 de maio de 1939     | 2 079     |
| 13 de setembro de 1950 | 2 819     |

| Ano                    | População |
| ---------------------- | --------- |
| 6 de junho de 1961     | 3 215     |
| 27 de maio de 1970     | 4 628     |
| 31 de dezembro de 1980 | 5 747     |
| 27 de maio de 1987     | 6 193     |
| 31 de dezembro de 1990 | 6 528     |
| 31 de dezembro de 1995 | 7 213     |
| 31 de dezembro de 2000 | 7 544     |
| 31 de dezembro de 2005 | 7 705     |
| 31 de dezembro de 2010 | 7 398     |
| 31 de dezembro de 2015 | 7 490     |
| 31 de dezembro de 2019 | 7 581     |